# Kumihan
Kumihan (japanisch 組版) bezeichnet die Kunst, japanische Texte im japanischen Schriftsystem für gedruckte Medien zu setzen.

## Philosophie
Ein Layout westlicher Herkunft wird „von Außen nach Innen“ gestaltet. Die leere Seite erhält einen Satzspiegel oder die Seitenränder werden definiert. Hierein fließt dann der Text. Anders ist auch der Satzaufbau und die Leserichtung. In der traditionellen formalen Schreibweise stehen die japanischen Zeichen vertikal angeordnet und werden von rechts nach links gelesen.
Daher unterscheiden sich die Anforderung an das Design eines Textes mit japanischen Schriftzeichen deutlich vom Layout für das lateinische Schriftsystem. Die meisten der japanischen Zeichen haben ungefähr die gleiche Größe und Form. Daher lassen sie sich in Quadrate einteilen und zu einem Raster zusammenfügen. Daraus ergibt sich die weitere Seitenaufteilung. Kumihan ist also die Anordnung der Schriftzeichen und Bildern einer Seite mit Hilfe eines Rasters in ein gewünschtes Layout. Ursprünglich diente es zur Vorbereitung des Buchdrucks mithilfe beweglicher Lettern (japanisch 活字組版 katsuji kumihan, deutsch ‚Typsatz‘). Die japanische Textkomposition hängt davon ab, wie viel Text in einen bestimmten Raum passt. Dabei wird vorgegeben wie viele Zeichen sich in einer Zeile einer Seite befinden sollen. Erst danach wird mit der eigentlichen Anordnung begonnen.